# تشارلي كالدويل
تشارلي كالدويل (بالإنجليزية: Charlie Caldwell)‏ هو لاعب كرة قاعدة أمريكي، ولد في 2 أغسطس 1901 في بريستول في الولايات المتحدة، وتوفي في 1 نوفمبر 1957.

## وصلات خارجية
- تشارلي كالدويل على موقعبيزبول رفرنس.كوم (الدوري الرئيسي) (الإنجليزية)